# Ministerium Belcredi

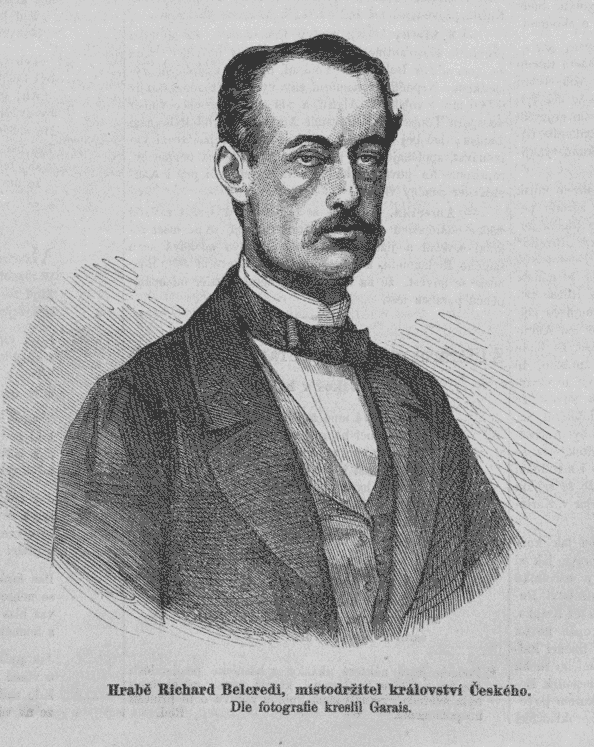
Richard Graf Belcredi

Das Ministerium Belcredi des Kaisertums Österreich unter dem Vorsitzenden der Ministerkonferenz Graf Richard Belcredi amtierte vom 27. Juli 1865 bis zum 3. Februar 1867.

## Geschichte
Das Ministerium Erzherzog Rainer, das de facto unter der Leitung des Staatsministers Anton von Schmerling stand, trat am 26. Juni 1865 zurück, nachdem ihm Kaiser Franz Joseph I. das Vertrauen entzogen hatte. Provisorischer Vorsitzender der Ministerkonferenz  wurde Alexander von Mensdorff-Pouilly und nicht Staatsminister Anton von Schmerling.
Der Kaiser wandte sich mit Graf Richard Belcredi einem ausgewiesenen Konservativen zu und ernannte ihn zum Staatsminister und Vorsitzenden der Ministerkonferenz. Das Ministerium, das man auch als das „Dreigrafenministerium“ bezeichnete, erkannte die ungarische Frage als die „eigentliche Crux des österreichischen Reichsproblems“. Belcredi versuchte ab Amtsantritt, eine föderalistische Lösung für das Kaisertum Österreich auf der konservativen Basis der historischen Rechte umzusetzen. Das Kaisertum sollte in seine fünf historischen Gebiete (1. Deutsch-Österreich, 2. Böhmen-Mähren-Schlesien, 3. Ungarn, 4. Polen-Ruthenien, 5. Illyrien, d. h. die südslawischen Territorien) mit je einem eigenen Landtag aufgeteilt werden.
1866 erzwang Preußen unter Bismarck im Kampf um die Vormachtstellung im Deutschen Bund (Deutscher Dualismus) eine militärische Entscheidung im Sinn der kleindeutschen Lösung ohne Österreich. Im Deutschen Krieg unterlag Österreich, das den Deutschen Bund anführte, den Preußen in der Schlacht bei Königgrätz am 3. Juli 1866. Österreich spielte im weiteren deutschen Einigungsprozess keine Rolle mehr und konnte daher auf einen Ausgleich der Nationalitätenkonflikte setzen, ohne länger auf die Deutsche Frage Rücksicht nehmen zu müssen.
Das Eingreifen der Kaiserin Elisabeth zugunsten eines einseitig die Ungarn bevorzugenden Ausgleichs und die gegen Belcredis Willen erfolgte Ernennung des mit den österreichischen Problemen nicht hinreichend vertrauten Friedrich Ferdinand von Beust zum Außenminister am 30. Oktober 1866 veranlassten Belcredi nach einer Kronratsitzung, in der sich auch Kaiser Franz Joseph I. den Ansichten Beusts anschloss, am 3. Februar 1867 zum Rücktritt. Nachfolger wurde daraufhin das Ministerium Beust, das im Februar 1867 den Ausgleich mit Ungarn durchsetzte und die konstitutionelle Dezemberverfassung einführte.
Die durch den mit Ungarn erzielten Ausgleich erfolgte Begünstigung der Ungarn, die in der Innenpolitik nun von Österreich weitestgehend unabhängig wurden, gegenüber den anderen Völkern der Habsburger-Monarchie heizte wie von Belcredi befürchtet in der Folge die Nationalitätenkonflikte an.

## Mitglieder des Ministerrats
- Richard Belcredi (1823–1902), Vorsitzender der Ministerkonferenz und Staatsminister
- Alexander von Mensdorff-Pouilly (1813–1871), Außenminister bis Oktober 1866
- Friedrich Ferdinand von Beust (1809–1886), Außenminister ab Oktober 1866
- Johann Larisch von Moennich (1821–1884), Finanzminister
- Karl von Franck (1806–1867), Kriegsminister bis November 1866
- Franz von John (1815–1876), Kriegsminister ab November 1866
- Franz Haller von Hallerkeö (1796–1875), provisorischer Leiter der siebenbürgischen Hofkanzlei
- Franz Karl Becke (1818–1870), Unterstaatssekretär im Finanzministerium
- Emanuel Heinrich Komers von Lindenbach (1810–1889), Justizminister
- Bernhard von Wüllerstorf-Urbair (1816–1883), Handelsminister
- Moritz Esterházy de Galantha (1807–1890), Minister ohne Portefeuille